# Viktor Minibaev
Viktor Minibaev (né le 18 juillet 1991 à Elektrostal) est un plongeur russe.

## Carrière sportive
Aux Championnats d'Europe de plongeon 2019, il est médaillé d'or en tremplin synchronisé à 10 mètres avec Ekaterina Beliaeva et médaillé d'argent par équipes.
Il est médaillé d'or par équipes, médaillé d'argent en plongeon synchronisé à 10 mètres avec Aleksandr Bondar, médaillé de bronze en plongeon individuel à 10 mètres et médaillé de bronze en plongeon synchronisé à 10 mètres mixte avec Ekaterina Beliaeva aux Championnats d'Europe de natation 2020 à Budapest.

## Palmarès

### Jeux olympiques
- Jeux olympiques d'été de 2020 à Tokyo :
  -  Médaille de bronze du plongeon synchronisé à 10 m (avec Aleksandr Bondar).

### Championnats du monde
- Championnats du monde 2013 à Barcelone :
  -  Médaille d'argent du plongeon synchronisé à 10 m (avec Artem Chesakov).
- Championnats du monde 2015 à Kazan :
  -  Médaille de bronze du plongeon synchronisé à 10 m (avec Roman Izmailov).
- Championnats du monde 2017 à Budapest :
  -  Médaille d'argent du plongeon synchronisé à 10 m (avec Aleksandr Bondar).
- Championnats du monde 2019 à Gwangju :
  -  Médaille d'argent du plongeon synchronisé à 10 m (avec Aleksandr Bondar).
  -  Médaille d'argent du plongeon synchronisé mixte à 10 m (avec Ekaterina Beliaeva).

### Championnats d'Europe
- Championnats d'Europe de natation 2010 à Budapest :
  -  Médaille d'argent du plongeon synchronisé à 10 m (avec Ilia Zakharov).
- Championnats d'Europe de plongeon 2011 à Turin :
  -  Médaille de bronze du plongeon synchronisé à 10 m (avec Ilia Zakharov).
- Championnats d'Europe de natation 2012 à Eindhoven :
  -  Médaille d'argent du plongeon individuel à 10 m.
  -  Médaille d'argent du plongeon synchronisé à 10 m (avec Ilia Zakharov).
- Championnats d'Europe de plongeon 2013 à Rostock :
  -  Médaille d'argent du plongeon synchronisé à 10 m (avec Artem Chesakov).
  -  Médaille de bronze du plongeon individuel à 10 m.
- Championnats d'Europe de natation 2014 à Berlin :
  -  Médaille d'or du plongeon individuel à 10 m.
  -  Médaille d'or du plongeon par équipe mixte.
- Championnats d'Europe de plongeon 2015 à Rostock :
  -  Médaille d'or du plongeon par équipe mixte.
  -  Médaille d'argent du plongeon individuel à 10 m.
  -  Médaille d'argent du plongeon synchronisé à 10 m (avec Roman Izmailov).
- Championnats d'Europe de natation 2016 à Londres :
  -  Médaille d'or du plongeon par équipe mixte.
  -  Médaille d'argent du plongeon individuel à 10 m.
- Championnats d'Europe de plongeon 2017 à Kiev :
  -  Médaille d'argent du plongeon individuel à 10 m.
  -  Médaille d'argent du plongeon synchronisé mixte à 10 m (avec Yulia Timoshinina).
  -  Médaille de bronze par équipe mixte.
- Championnats d'Europe de natation 2018 à Glasgow :
  -  Médaille d'or du plongeon synchronisé à 10 m (avec Aleksandr Bondar).
- Championnats d'Europe de plongeon 2019 à Kiev :
  -  Médaille d'or du plongeon synchronisé mixte à 10 m (avec Ekaterina Beliaeva).
  -  Médaille d'argent du plongeon par équipe mixte.
- Championnats d'Europe de natation 2020 à Budapest :
  -  Médaille d'or du plongeon par équipe mixte.
  -  Médaille d'argent du plongeon synchronisé à 10 m (avec Aleksandr Bondar).
  -  Médaille de bronze du plongeon individuel à 10 m.
  -  Médaille de bronze du plongeon synchronisé mixte à 10 m (avec Ekaterina Beliaeva).